# Lotsenbrüderschaft Wismar-Rostock-Stralsund
Die Lotsenbrüderschaft Wismar-Rostock-Stralsund ist die jüngste der neun Lotsenbrüderschaften in der Bundesrepublik Deutschland. Seit 1990 sind die Lotsen der großen Häfen Mecklenburg-Vorpommerns in der Lotsenbrüderschaft Wismar-Rostock-Stralsund als Freiberufler genossenschaftlich organisiert.

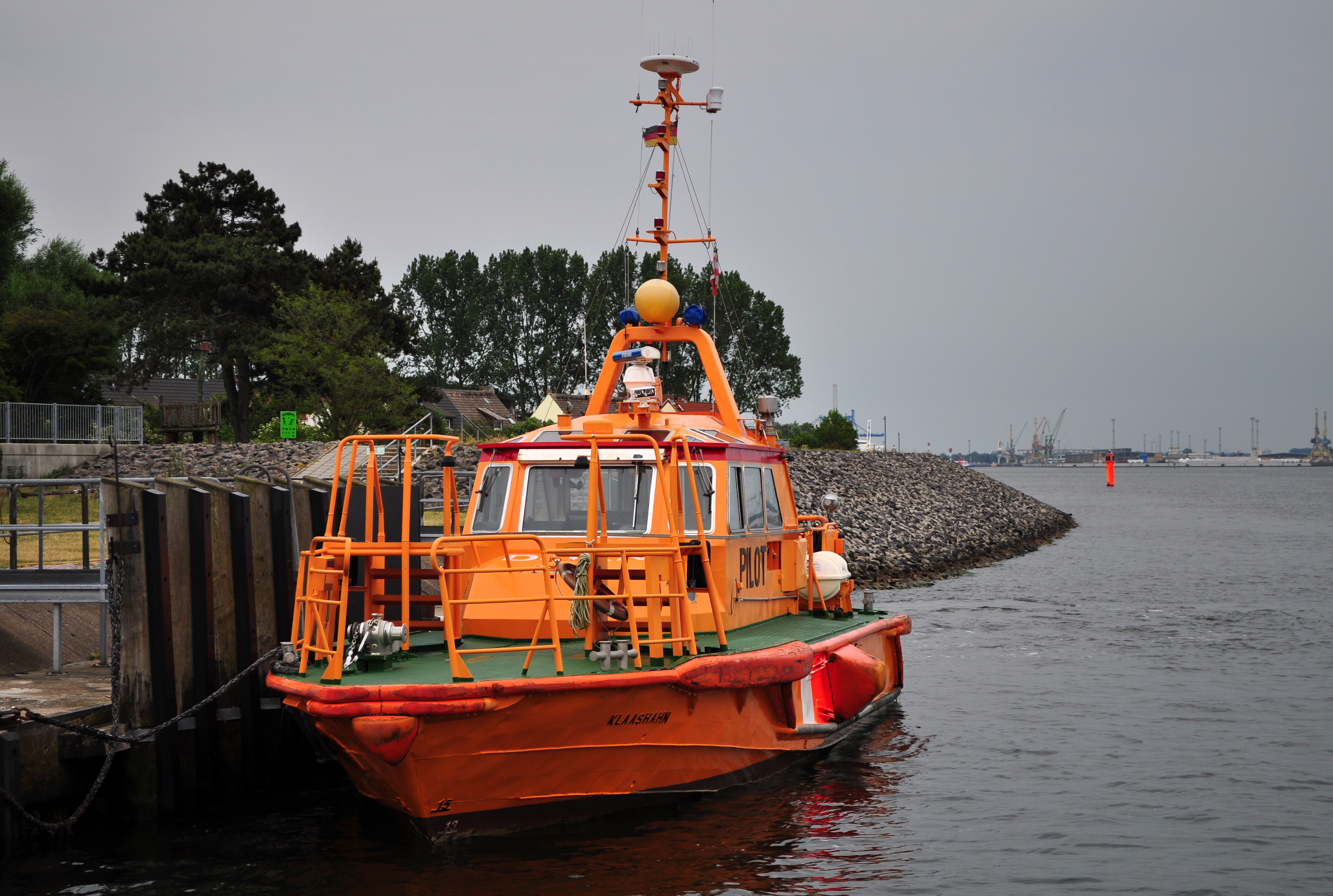
Lotsenversetzboot Klaashahn

## Organisation der Lotsenbrüderschaft
Mit derzeit 35 Mitgliedern ist die Lotsenbrüderschaft Wismar-Rostock-Stralsund unter den neun Lotsenbrüderschaften der Bundesrepublik eine der kleineren. Sie gehört zu den sieben Seelotsenbrüderschaften und entsendet den jeweiligen Vorsitzenden, den Ältermann, zur Vertretung der Interessen der Lotsenbrüder in die Bundeslotsenkammer, der sie im Jahr 1990 beitrat. Die Geschäftsstelle der Lotsenbrüderschaft Wismar-Rostock-Stralsund befindet sich in Warnemünde auf Hohe Düne. Die Räumlichkeiten, die die Lotsenbrüderschaft nutzt, werden im Auftrag der Bundeslotsenkammer vom Lotsbetriebsverein e. V. unterhalten und verwaltet. Der Versetzdienst, also das Anbordbringen und das Abholen der Seelotsen, wird im Revier der Lotsenbrüderschaft Wismar-Rostock-Stralsund nicht, wie bei den meisten Brüderschaften der Seelotsen üblich, vom Lotsbetriebsverein, sondern durch einen privaten Anbieter gewährleistet.

## Geschichte

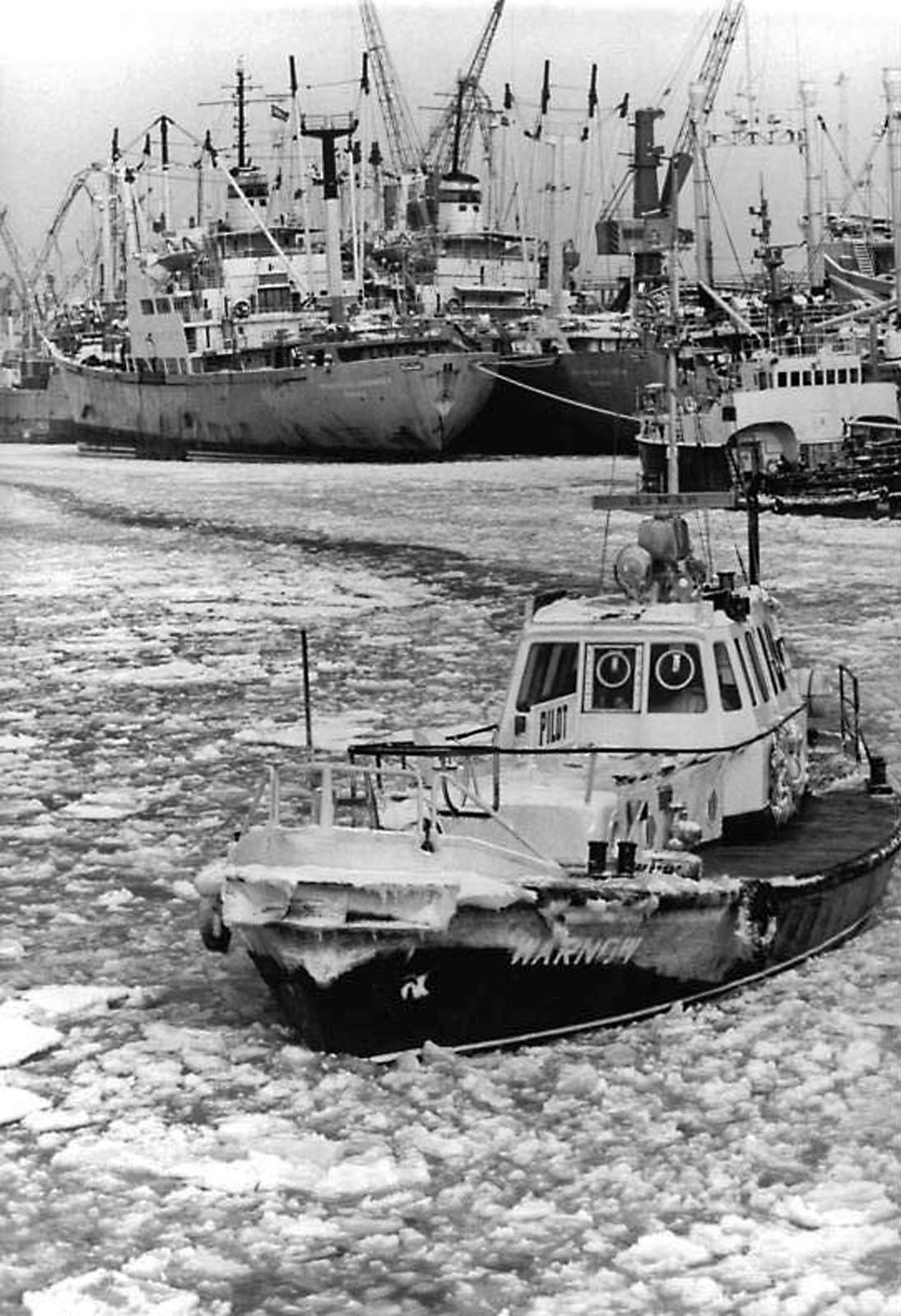
Lotsenversetzboot Warnow (1985)

Bereits im Mittelalter sind Lotsen im deutschen Ostseegebiet erwähnt. Eine Urkunde des Herzogs vom Pommern, Wartislaw III., erwähnt erstmals eine Lotsenstation auf der Insel Ruden.
Eine schwedisch-pommersche Verordnung definierte im Jahr 1691 in der Erweiterten Ordnung für die Seefahrenden und Piloten beym Ruden, Mönchgut, Tressau, Görne, auf dem Perd und zu Peenemünde alle Lotsenstationen auf Rügen. Im Jahr 1729 wurde das Lotswesen in Warnemünde und Stralsund und die notwendige Qualifikation der Lotsen durch königlichen Erlass geordnet. Im Jahr 1811 wurden zwei Rudener Lotsen durch den schwedischen König für die Rettung von Schiffbrüchigen ausgezeichnet.
Im Jahr 1863 verunglückte die Brigg Louise östlich von Warnemünde. Daraufhin schaffte die Stadt Rostock zwei Ruderrettungsboote an. Der Kommandeur der Warnemünder Lotsen, Stephan Jantzen, war gleichzeitig Vormann der Rettungsgesellschaft und rettete im Laufe seiner 30-jährigen Tätigkeit über 100 Menschen bei Rettungseinsätzen aus Seenot. Nach dem Warnemünder Lotsenkommandeur Jantzen wurde im Jahr 1967 ein Eisbrecher benannt: Stephan Jantzen (Schiff). Heute trägt ein Park in Warnemünde seinen Namen.
Bis 1989 wurde das Lotswesens an der Küste Mecklenburg-Vorpommerns unter anderem durch die Bagger-, Bugsier- und Bergungsreederei Rostock der DDR gewährleistet.

## Lotsrevier
Lotsen bezeichnen das Seegebiet und die Fahrtstrecken innerhalb ihres Zuständigkeitsbereiches als Revier. Die Mitglieder der Lotsenbrüderschaft sind für die drei Lotsreviere Wismar, Rostock und Stralsund zuständig. Somit nehmen sie Lotsaufgaben bei diesen drei Häfen und dem vorgelagerten Seegebiet wahr. Die Lotsen sind neben den Lotsungen nach und von den genannten Häfen zuständig für die Häfen am Greifswalder Bodden, in Sassnitz, Mukran, Warnemünde und auf der Warnow sowie dem Peenestrom.

## Lotsenstationen
Stationen der Lotsenbrüderschaft bestehen in Timmendorf (Poel) für den Hafen Wismar, Rostock-Warnemünde, Stralsund und Freest. Ein Lotsenboot ist zudem in Barhöft für die nördliche Zufahrt nach Stralsund stationiert.

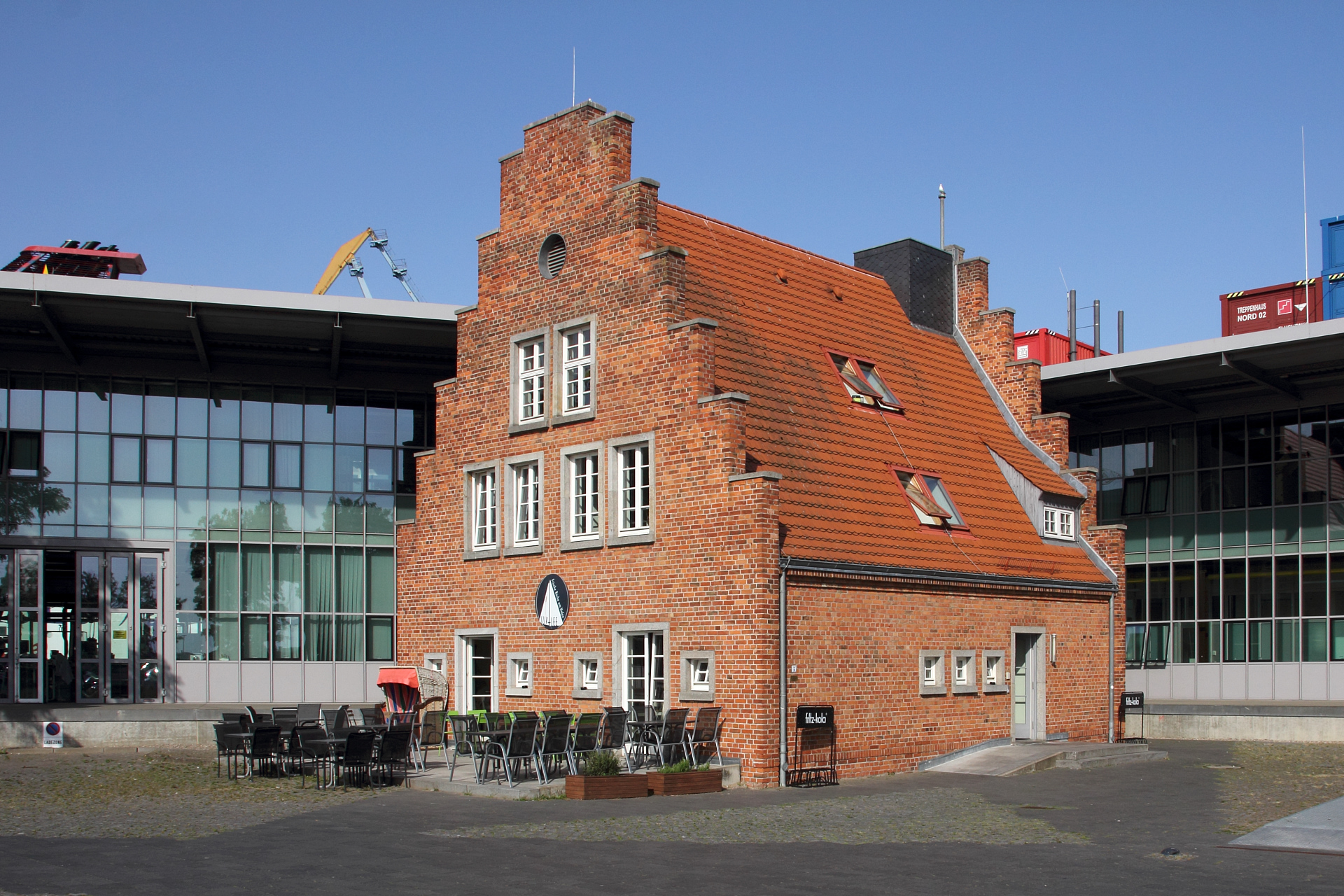
Ehemaliges Lotsenhaus in Wismar
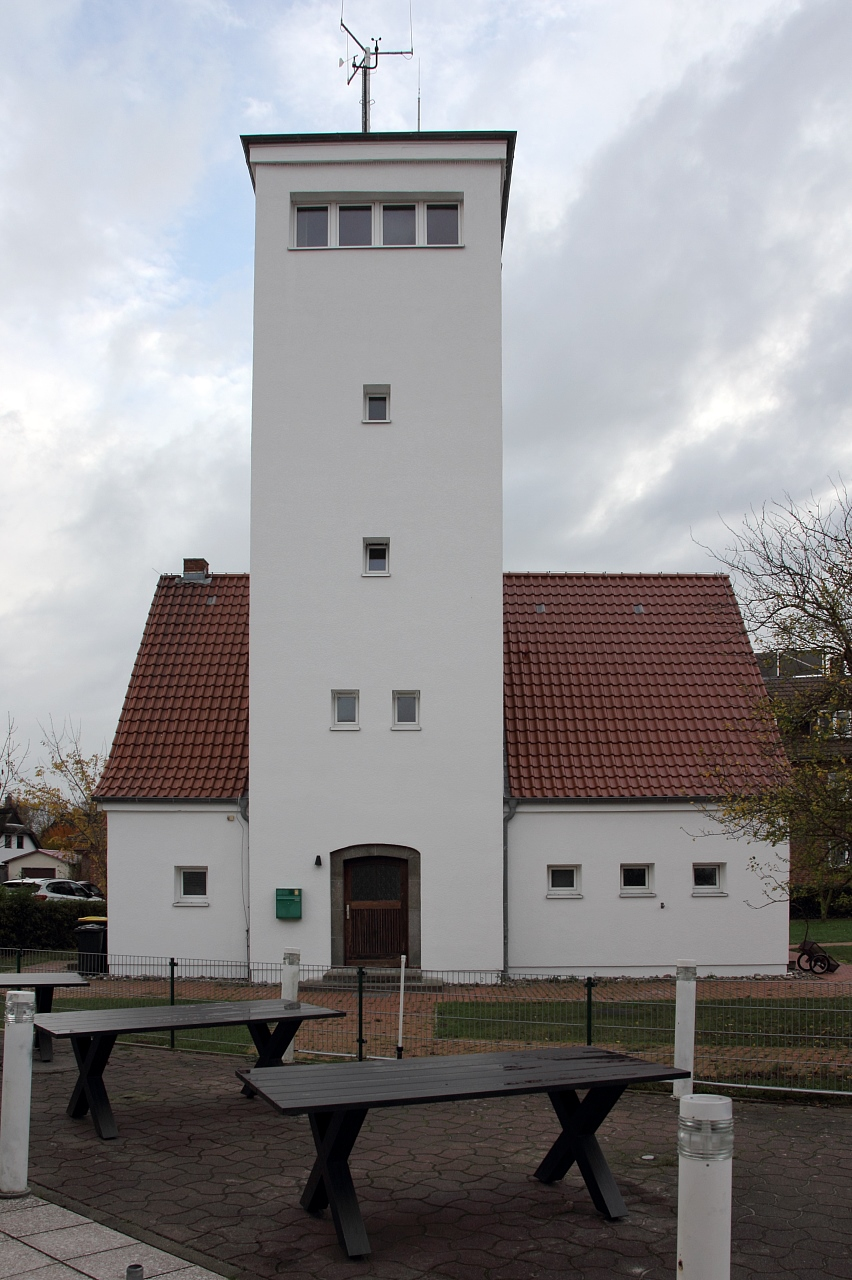
Lotsenhaus in Timmendorf (Poel)
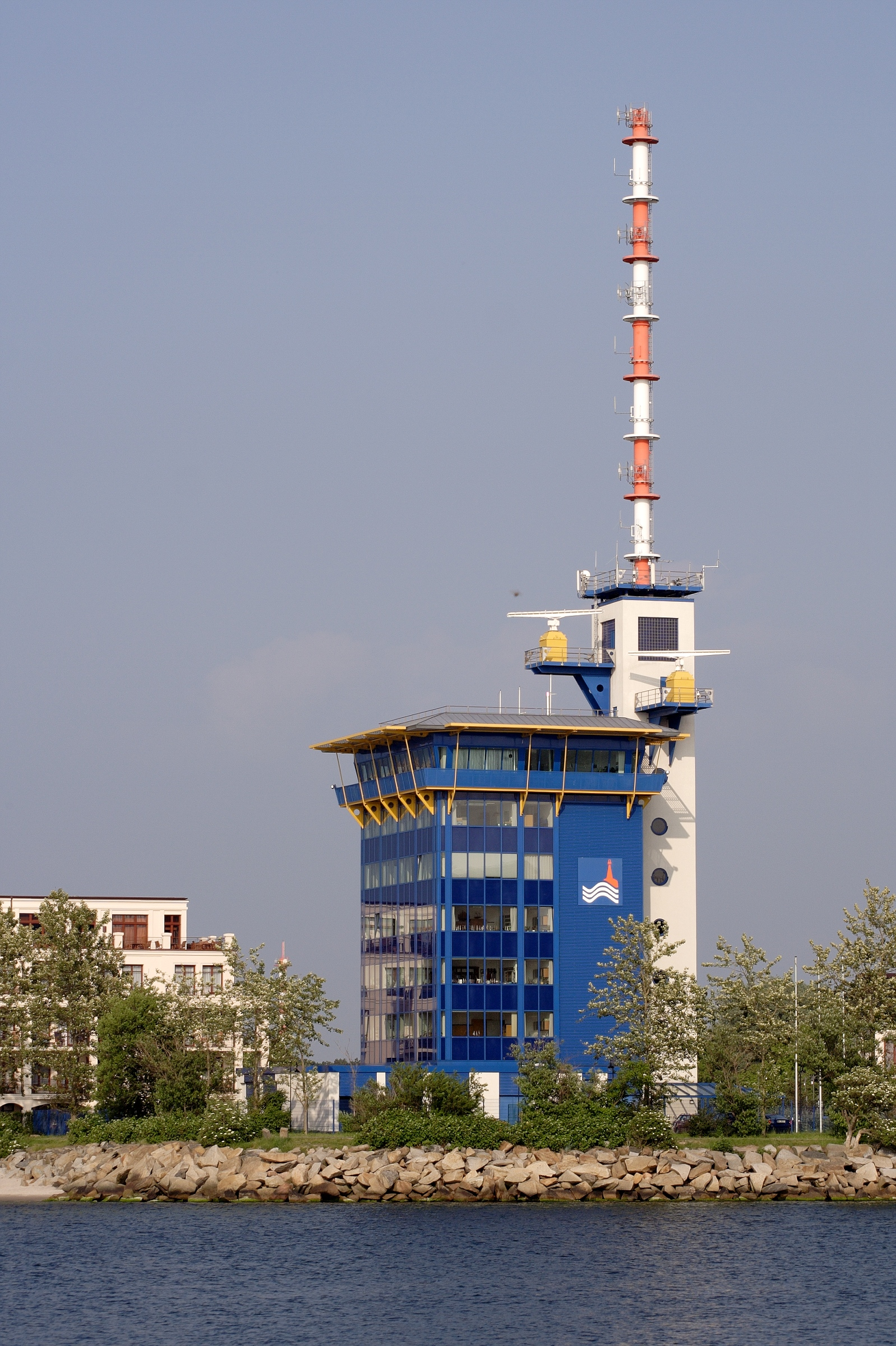
Lotsenstation in der Verkehrszentrale Rostock
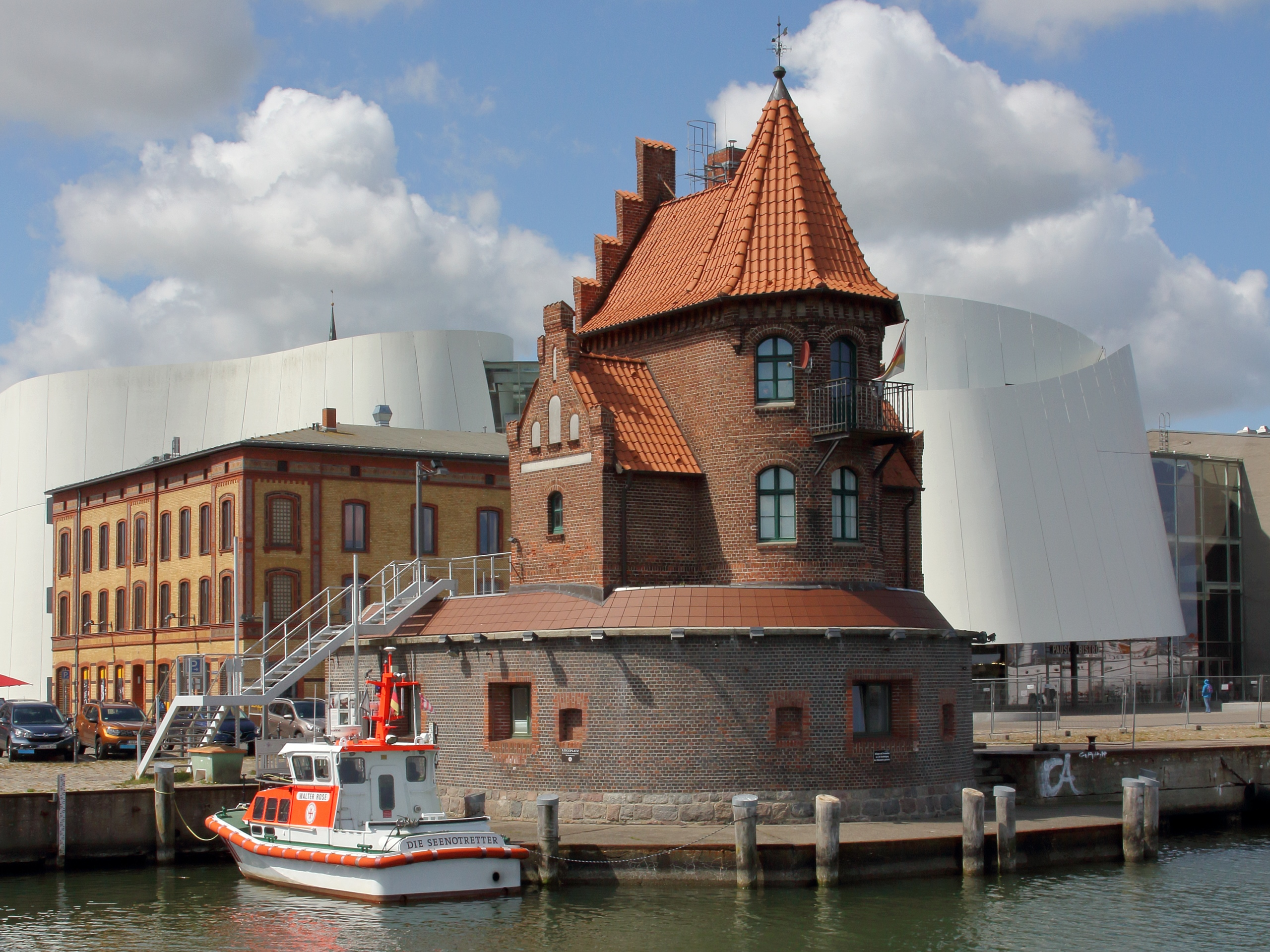
Lotsenstation Stralsund
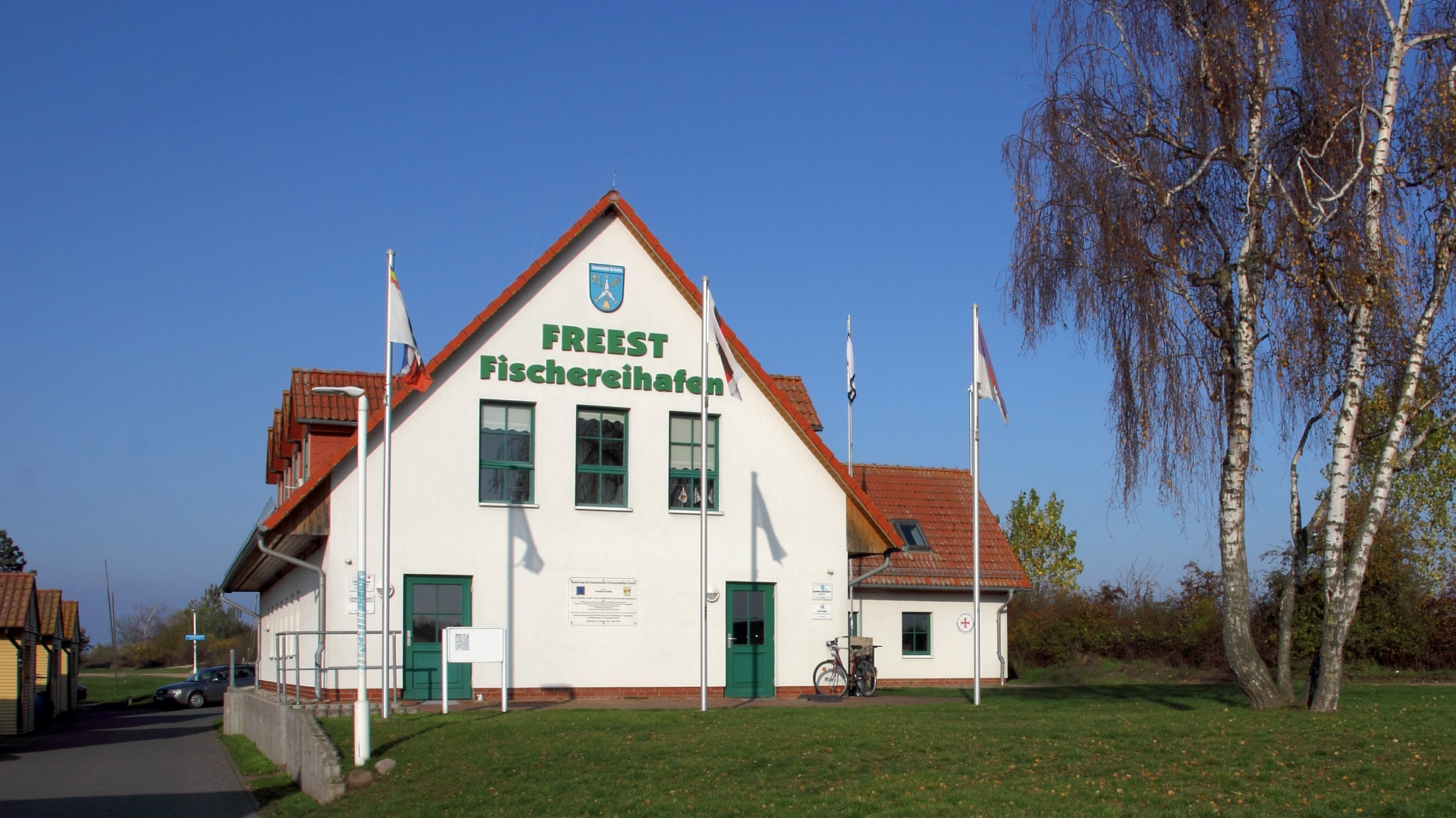
Lotsenstation Freest